# Giunto strutturale
Il giunto strutturale, nell'ambito dell'ingegneria civile è l'interruzione della continuità di un'opera.
Tale distacco si rivela talvolta indispensabile:
- per evitare che una variazione di temperatura provochi stati di coazione; consentire la libera dilatazione di una pavimentazione, o in genere una struttura lunga decine di metri, evita danneggiamenti e fessurazioni.
- per evitare un danneggiamento sismico; ad esempio; durante un sisma, due zone adiacenti della stessa struttura, con un comportamento sismico sensibilmente diverso, rischiano di rompersi nella zona di collegamento ed urtare fra loro (fenomeno detto martellamento).

Un giunto strutturale ben progettato consente un movimento sufficiente delle parti oscillanti consentendo alla struttura di rimanere illesa dal sisma.
Un giunto è a volte mascherato da un coprigiunto, realizzato in vari modi, a seconda del tipo di struttura e di esigenze estetiche, impiantistiche o strutturali.
Per esigenze strutturali, si usa talvolta il neoprene che conferisce elasticità al giunto ed ammortizza le sollecitazioni di picco in modo efficace.